# Piedra rúnica
Las estelas rúnicas son piedras que contienen epigrafías hechas en alfabeto rúnico. Generalmente se aplica el término a rocas erigidas como monumentos, pero también es válido para inscripciones rúnicas en piedras más pequeñas y cimientos. La tradición comenzó en el siglo IV, pero la mayoría datan de la época vikinga, y se continuó hasta el siglo XII. Se localizan principalmente en Escandinavia y son particularmente numerosas en Suecia, donde se cuentan más de 3430 piedras rúnicas, aunque hay en todos los lugares donde se asentaron los vikingos. La suma total en el mundo asciende a unas 6000. Las piedras rúnicas generalmente eran monumentos conmemorativos de la muerte de algún hombre y originalmente muchas estaban decoradas con llamativos colores.

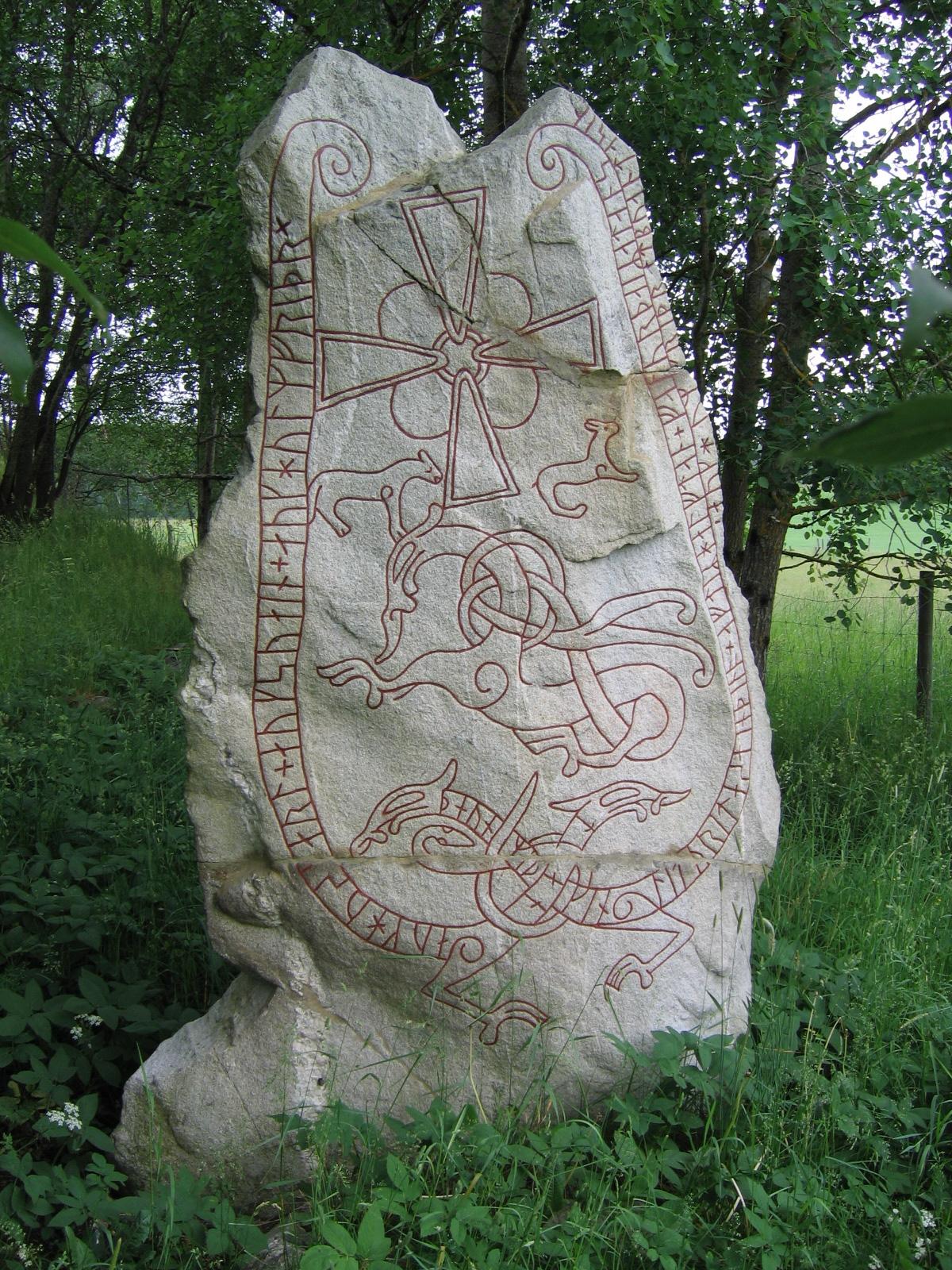
Piedra rúnica de Lingsberg
U 240.

## Historia
La tradición de erigir piedras con inscripciones rúnicas aparece por primera vez entre el siglo IV y el siglo V en Noruega y Suecia. Estas primeras piedras rúnicas están habitualmente situadas junto a tumbas. Las piedras rúnicas más tempranas en Dinamarca aparecieron entre el siglo siglo VI y el siglo VII, y hay unas 50 en Escandinavia del periodo de las invasiones bárbaras. La mayoría de las piedras rúnicas se hicieron en el periodo entre 950-1100 y la mayoría se erigieron en Suecia y Dinamarca, y unas pocas en Noruega e islas británicas.

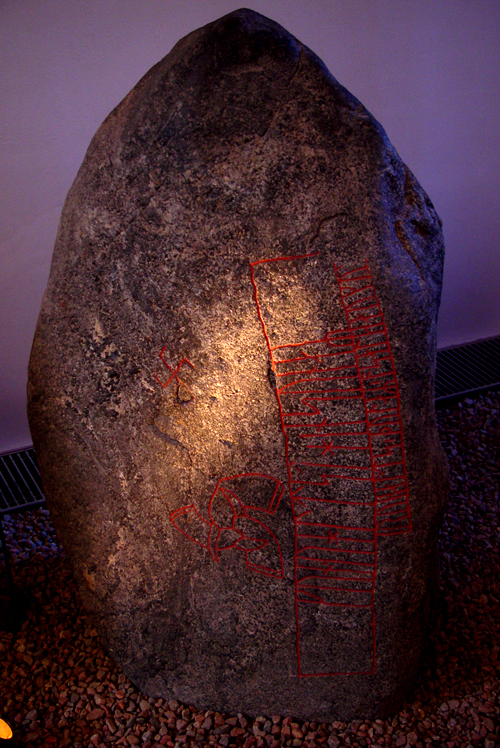
Piedra de Snoldelev, una de las piedras rúnicas más antiguas en Dinamarca.

Esta tradición se menciona en la saga de los Ynglings y el poema Hávamál:

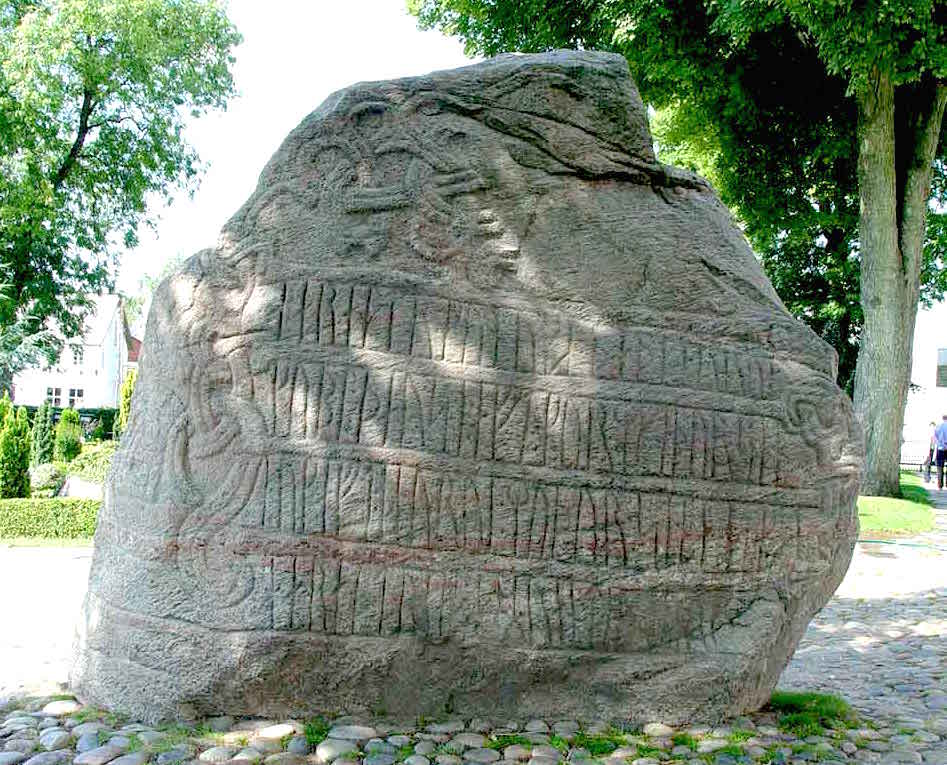
La Piedra grande de Jelling que ejemplifica un estilo de las piedras rúnicas.

Para los hombres notables debe erigirse un montículo en su memoria, y para todos los guerreros que se distinguieron por su virilidad una piedra vertical, una costumbre que viene de antiguo de los tiempos de Odín.
—Saga Ynglinga

| Un hijo es mejor, Aunque tarde ha nacido, Y su padre ya ha cumplido con la muerte; Piedras en memoria Rara vez se levantan junto al camino Guardan los honores rendidos por sus familiares. —Hávamál |

Existen varios estilos de las piedras rúnicas: estilo Oseberg, Berdal, Borre, Jelling, Mamme, Ringerike y Urnes, que es el más reciente y por lo tanto el más elaborado. El estilo Jelling se originó en los 960s en Dinamarca. El rey Harald Diente azul acababa de ser bautizado y ordenó construir, para marcar la llegada de la nueva era y del nuevo orden, las piedras de Jelling. La inscripción de la piedra grande dice:
El rey Harald ordenó construir este monumento en memoria de Gorm, su padre, y en memoria de Þyrvé, su madre; y que Harald ganó para sí toda Dinamarca y Noruega e hizo cristianos a los daneses.
Esta piedra rúnica tiene tres lados, de los cuales dos están decorados con imágenes. En una cara hay un animal que será el prototipo de todos los animales rúnicos grabados en las demás piedras, y en la otra cara está la más antigua de las representaciones danesas de Jesús. Esta piedra marcó la tradición rúnica de Escandinavia. Poco después las inscripciones de los jefes tribales de los principales clanes nórdicos trataron de imitar al rey Harald, y desde Dinamarca el nuevo estilo se propagó hacia el norte llegando a Suecia, donde influiría en la creación del estilo principal, el estilo Urnes. En la mayoría de los distritos la moda declinaría tras una generación, pero en las provincias centrales suecas de Uplandia y Sudermania el estilo duró hasta el siglo XII.

### Influencia religiosa

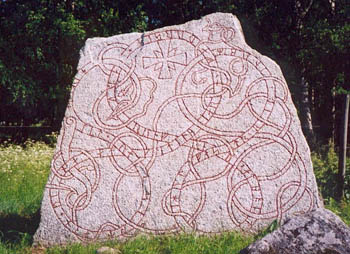
La piedra rúnica de Vaksala, piedra cristiana de Uplandia (Suecia).

En la mayoría de los distritos de Suecia, el 50% de las piedras tienen rastros de cristianismo. Pero en Uppland, que tiene la mayor concentración de inscripciones rúnicas en el mundo, el 70% de las 1.196 inscripciones en las piedras son explícitamente cristianas, mostrando cruces y oraciones cristianas, y solamente unas pocas son explícitamente no cristianas.
Algunos historiadores sugieren que la razón para que haya tantas piedras rúnicas cristianas en Uplandia es que este distrito era el foco de conflicto entre la población practicante del paganismo nórdico y el rey de Suecia recientemente cristianizado. Es posible que los jefes tribales intentaran demostrar su lealtad al rey y exhibir su fe cristiana al mundo y a Dios añadiendo cruces y oraciones a sus piedras rúnicas. Contra esta teoría está el hecho de que en Noruega, Dinamarca y Götaland no existe un desarrollo correspondiente en su tradición de piedras rúnicas. Es más, ninguna inscripción hace declaración alguna hacia el rey. Además las piedras rúnicas parecen mostrar que la conversión fue un proceso bastante pacífico.

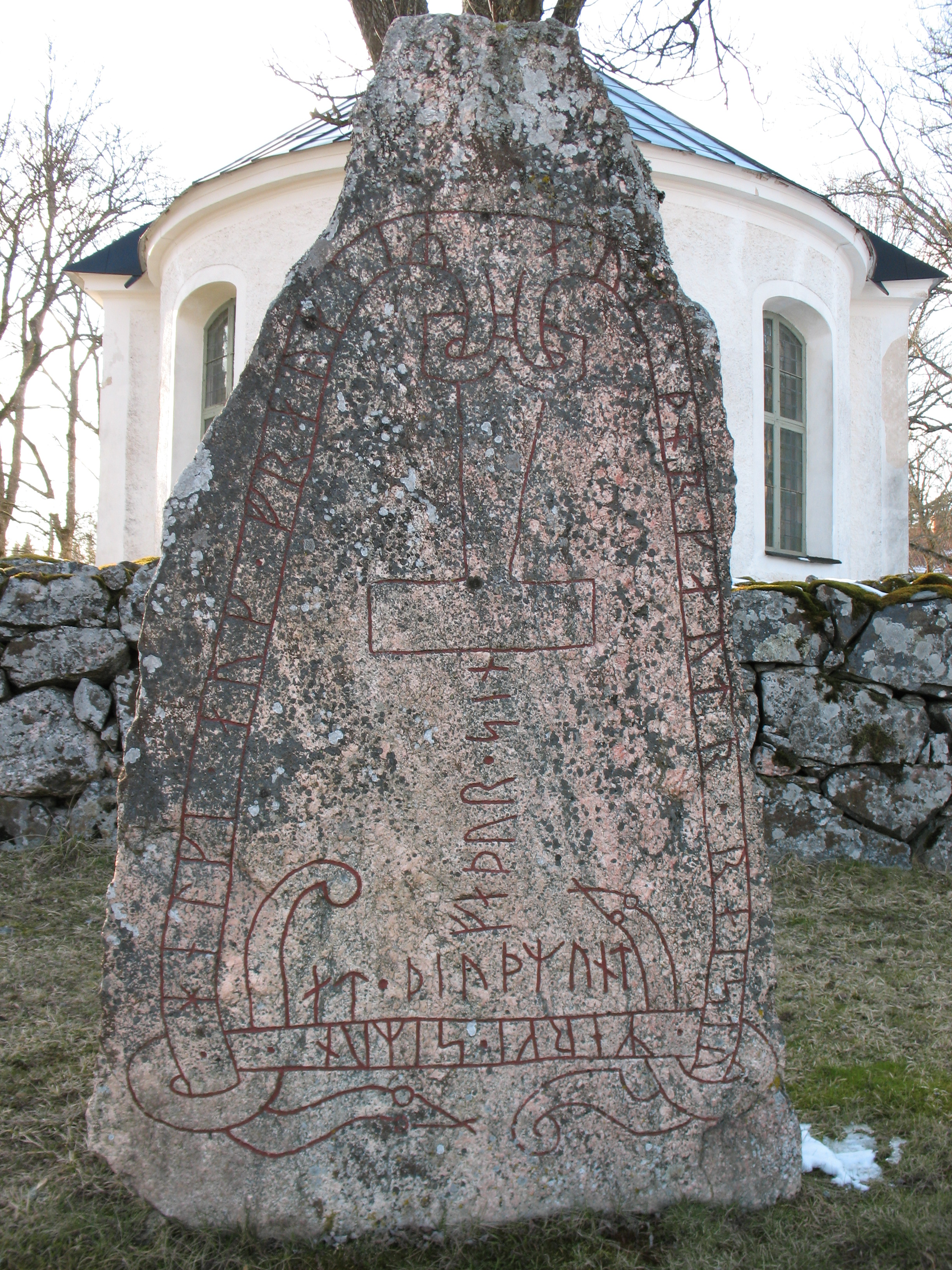
Piedra rúnica de Stenkvista
en Sudermania, mostrando el martillo de Thor en lugar de la cruz. Solo hay 2 así.

De acuerdo con otra teoría, fue una moda social que fue popular entre ciertos clanes, pero no entre todos. Una vez que algunos clanes en el sur de Uplandia comenzaran a erigir piedras, en los clanes vecinos también se puso de moda. Y en las zonas donde la influencia de estos clanes era menor, la erección de piedras rúnicas no alcanzó la misma popularidad. Muchos expertos han apuntado que las largas expediciones de los vikingos podrían haber proporcionado considerables riquezas en el distrito. En esa época los jefes tribales cercanos a Estocolmo habrían amasado considerables fortunas con el comercio y el pillaje en el este y el oeste. Y en esos viajes habrían visto las piedras de Jelling, las grandes cruces celtas inglesas y otros monumentos en los que inspirarse.
Las piedras rúnicas muestran los diferentes aspectos en que el cristianismo cambió a la sociedad nórdica, y uno de los más grandes cambios fue el hecho de que ya no se enterrara al difunto en la necrópolis del clan junto a sus antepasados. En lugar de ello era enterrado en el cementerio de la iglesia, mientras que la piedra rúnica serviría como recuerdo en la hacienda familiar. Aunque para ciertas familias el cambio fue menor, ya que construyeron una iglesia junto al cementerio familiar tradicional.

## Distribución

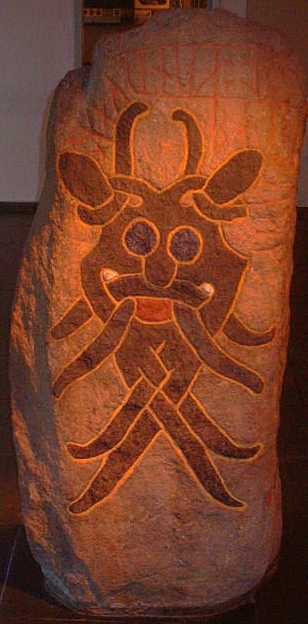
La roca de la máscara conmemora una batalla entre dos reyes y tiene la representación estilizada de una máscara.

Hay unas 3.000 estelas rúnicas entre unas 6.000 inscripciones rúnicas en Escandinavia. Hay también piedras rúnicas en otras partes del mundo, ya que la tradición de erigir piedras siguió a los escandinavos allí donde fueron, desde la isla de Man en el oeste hasta el mar Negro en el este, en la isla Berezán, y desde Jemtia en el norte hasta Schleswig en el sur.
Las piedras rúnicas están distribuidas de forma desigual en Escandinavia: Dinamarca tiene 250, Noruega tiene 50, mientras que Islandia no tiene ninguna. En cambio Suecia tiene muchas, entre 1.700 y 2.500 dependiendo de la definición. En el distrito sueco de Uplandia está la mayor concentración de ellas, 1.966 inscripciones en piedra, y en Sudermania está la segunda con 391.
Fuera de Escandinavia, en la isla de Man se erigen 30 piedras rúnicas que datan de entre el siglo IX y el siglo XI. También se han encontrado diseminadas por Inglaterra, Irlanda, Escocia y las Islas Feroe. Con la excepción de la piedra de Berezán, no quedan piedras rúnicas en la Europa del este. Esta ausencia es probablemente debida a que la población local no tratara con mucho respeto las piedras de unos extranjeros.
Estaban colocadas en puntos seleccionados del paisaje, tales como lugares de asamblea, caminos, puentes y vados. Hay piedras rúnicas insertadas como material de construcción de las iglesias medievales. Se debate aún si estaban previamente allí y las iglesias se emplazaron a propósito sobre ellas o bien si fueron trasladadas. En el sur de Escania las piedras rúnicas están ligadas a grandes propiedades que también tienen iglesias construidas en sus tierras. En el valle de Mälaren parecen estar situadas para marcar partes esenciales del dominio de una propiedad, tales como el patio, la necrópolis y las lindes con las fincas vecinas. Las estelas rúnicas generalmente aparecen como monumentos aislados y más raramente por parejas. En algunos casos excepcionales, como en el monumento Hunnestad, forman parte de monumentos más grandes junto con otras estelas.
Aunque los historiadores saben dónde se encontró el 95% de las piedras rúnicas, solo el 40% estaban en su localización original. El resto fueron halladas en iglesias, carreteras, puentes, granjas y cursos de agua. Por otro lado, los historiadores están de acuerdo en que las piedras no fueron trasladadas muy lejos de donde estaban originalmente.

## Inscripciones

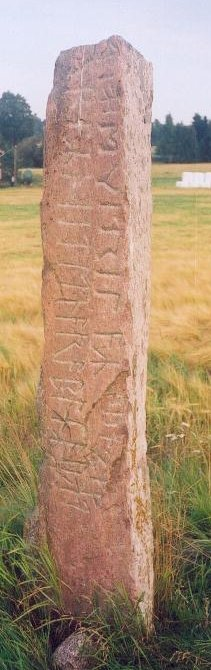
La Piedra de Järsberg Vieja piedra rúnica de Suecia.

Los principales propósitos de las piedras rúnicas eran: glorificar a los hombres muertos, contar acontecimientos importantes, explicar una herencia, marcar el territorio y enorgullecer al clan por tener construcciones importantes. En algunas partes de Uplandia parece que también servían para exhibir el estatus social y económico.
Casi todas las piedras rúnicas de la época vikinga tardía siguen un cierto patrón. El texto suele decir en memoria de quién se erige la piedra, quién la erige, y a menudo de su relación. Después, la inscripción puede describir al finado: su estatus social, sus posibles viajes al extranjero, lugar de la muerte, y se suele ofrecer alguna plegaria, o bien alguna maldición protectora de la piedra o la tumba en el caso de las antiguas. El ejemplo de la piedra rúnica de Lingsberg, U 241, es una inscripción típica:
Y Danr y Húskarl y Sveinn encargan erigir esta piedra en memoria de Ulfríkr, su padre. Le pagaban dos tributos en Inglaterra. Que Dios y su madre ayuden a las almas del padre y del hijo.
La inscripción también puede mencionar a quién talló, grabó o pintó la piedra.

### Quién encargaba las piedras
La mayoría de los que encargaban la erección de piedras eran varones, solo una de cada ocho fueron encargadas por una mujer sola. Mientras que al menos el 10% lo fueron por una mujer junto con algún hombre. Es común que las piedras fueran erigidas por los hijos y la viuda del fallecido, pero también podían hacerlo los hermanos y hermanas. Prácticamente solo en Uplandia, Sudermania y Olandia las mujeres encargaban estelas rúnicas junto a parientes varones. 
Además de los que encargaban la piedra se citaba a más gente. No se sabe por qué se enumeraba a tanta gente en las inscripciones, tales como hermanos, tíos, padres, guardaespaldas y socios de negocios, pero es posible que fueran los herederos.

### Los conmemorados

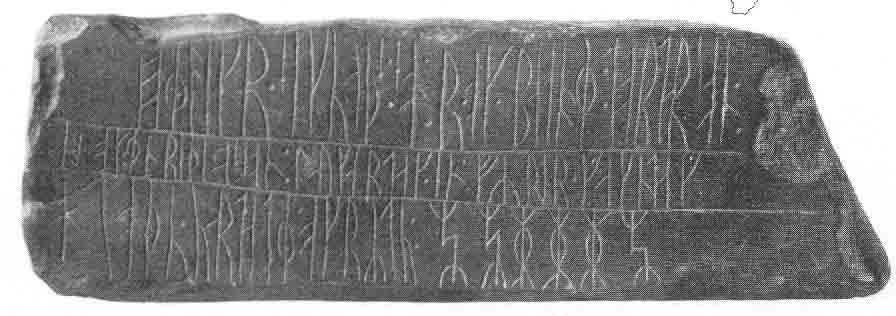
Piedra rúnica de Kingittorsuaq de Groenlandia.

Una absoluta mayoría, el 93%, de los conmemorados en las piedras eran hombres. Pero contrariamente a la percepción general, la mayoría eran en memoria de gente que murió en su casa. Las piedras rúnicas más famosas, en las que la gente tiende a pensar, son las que hablan de viajes al extranjero, aunque solo son un 10% del total, y eran erigidas a aquellos que no retornaron de la expedición vikinga, y no como tributo a los que regresaron. Estas estelas contienen aproximadamente el mismo mensaje que las demás, que se quería conmemorar la muerte de uno o varios compatriotas.

### Los grabadores de piedras

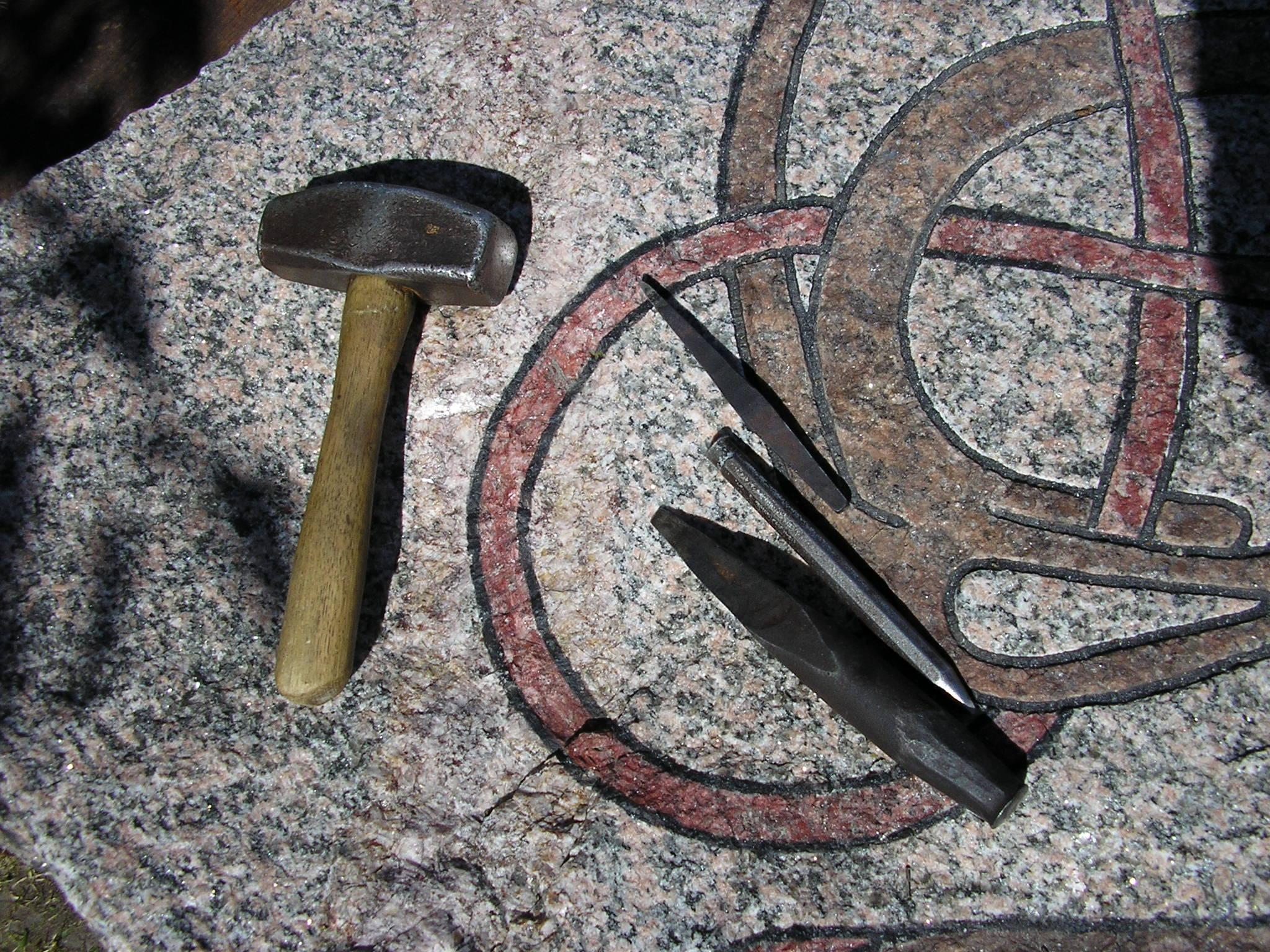
Piedra grabada por el grabador moderno Kalle Dahlberg.

Un grabador de runas o maestro cantero de runas era un especialista en fabricar estelas rúnicas. La mayoría de los escandinavos de la época vikinga podrían leer runas, y muchos podrían grabar mensajes en piezas de hueso o madera. Pero grabarlas en piedra era más difícil, y mucho más tallar las piedras. Para dominar el arte se debía ser un cantero. Durante el siglo XI, cuando se erigieron la mayoría de las piedras, había unos pocos canteros profesionales. Ellos y sus aprendices eran contratados para fabricarlas, y al finalizar el trabajo se firmaba con el nombre del maestro. Así la fabricación de piedras rúnicas es uno de los ejemplos más antiguos de arte firmado.
Se conocen más de 100 maestros canteros de la época vikinga sueca y la mayoría de ellos son del siglo XI de Sueonia oriental. Muchas piedras anónimas se han atribuido a estos maestros grabadores. Maestros canteros destacados son: Åsmund Kåresson, Balle, Fot, Öpir, Visäte y Ulf de Borresta

### Expediciones al este

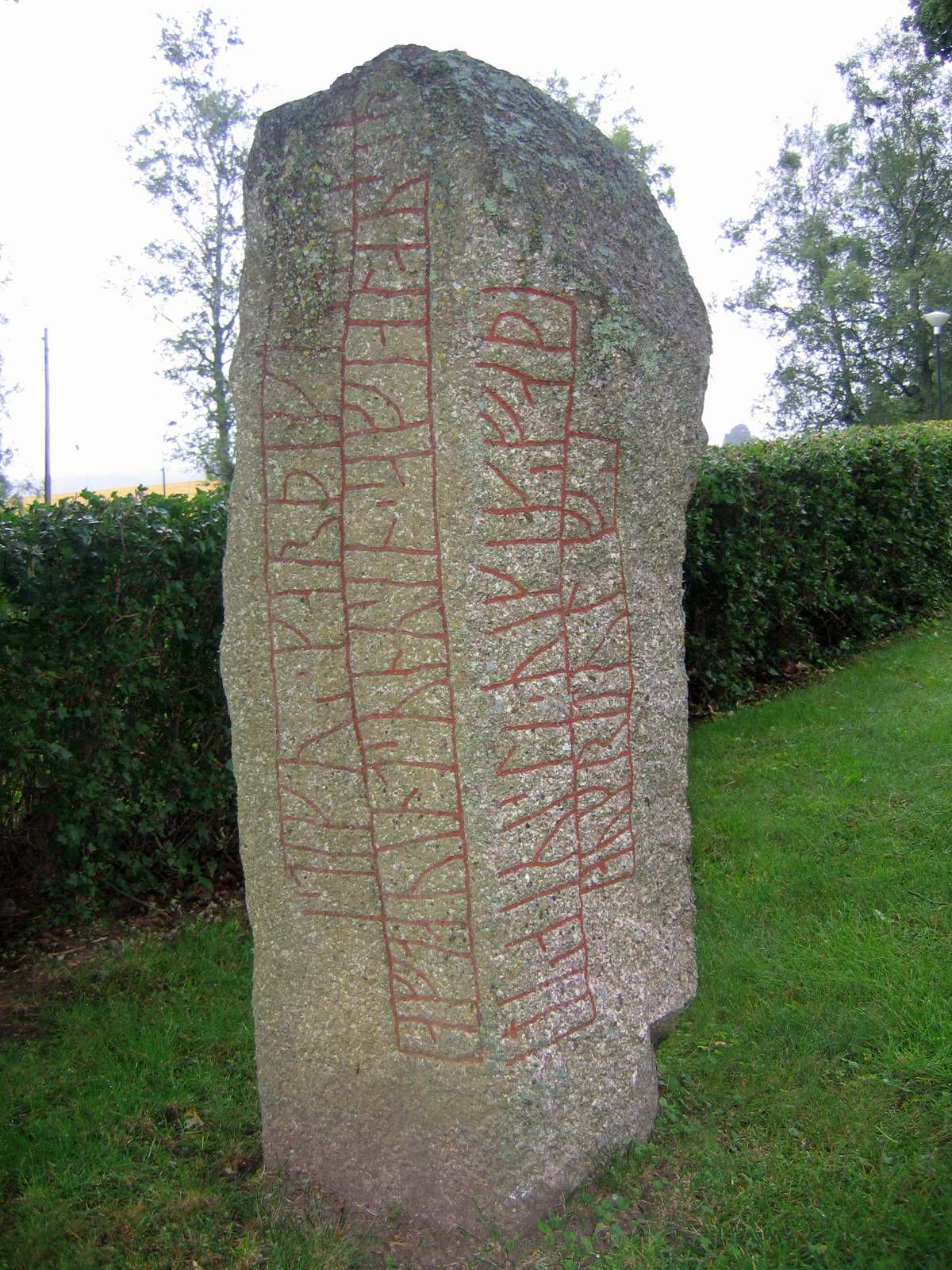
Piedra rúnica de Kälvesten.

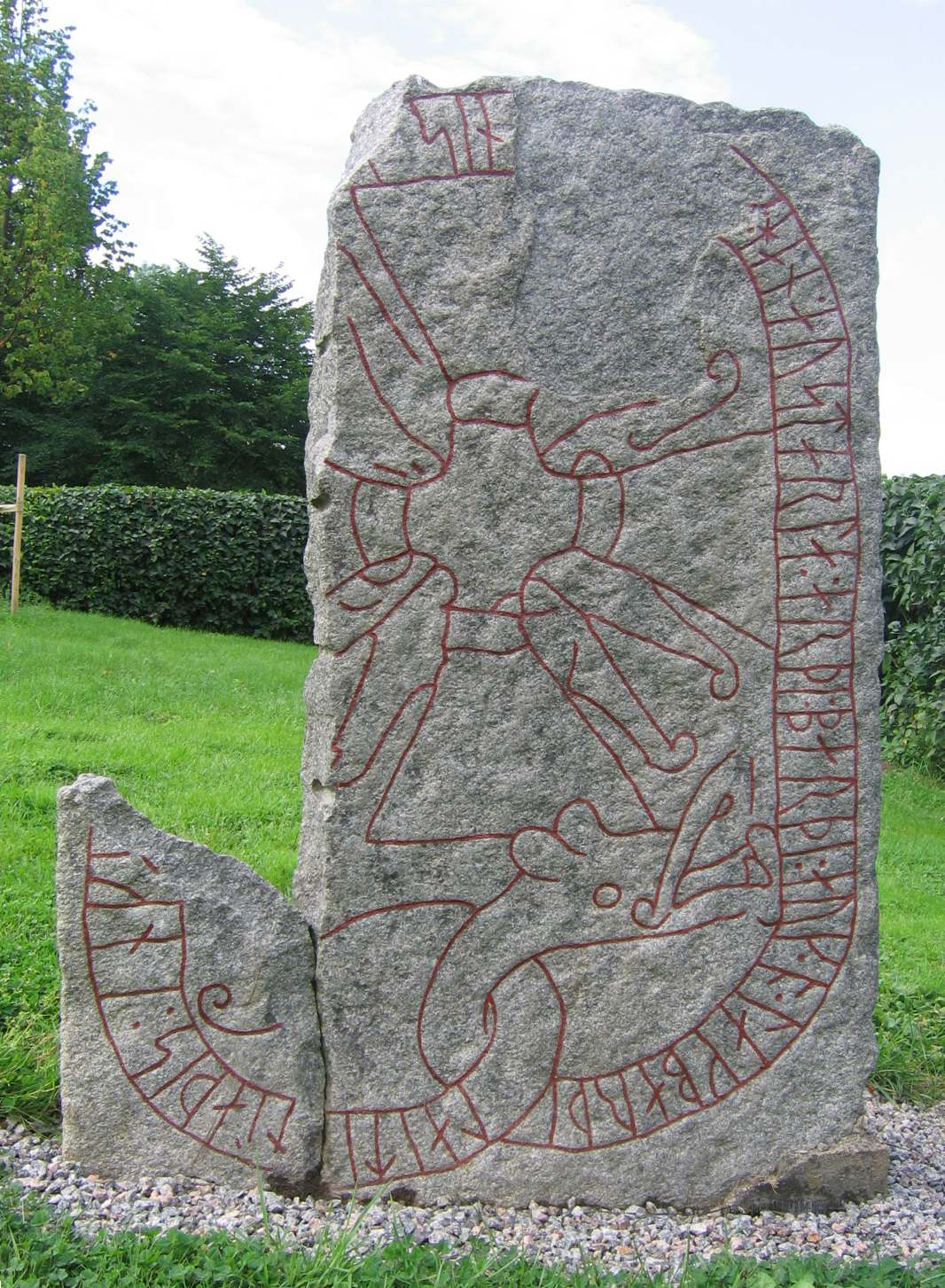
Piedra rúnica de Djulafors.

El primer hombre que los historiadores saben que falleció en la ruta del este fue Eyvindr de Ostrogotia, cuya suerte se menciona en la Piedra de Kälvesten del siglo IX. El epitafio dice:
Styggr/Stigr hizo este monumento en memoria de Eyvindr, su hijo. Cayó en el este con Eivísl, el vikingo de color, y Grímulfr.
Desafortunadamente, las piedras raramente revelan dónde murieron los hombres. En la Piedra Smula en Vestrogotia, solo se informa de que murieron durante una campaña militar en el este: Gulli/Kolli levanta esta estela en memoria de sus cuñados Ásbjôrn y Juli, hombres muy valientes, que murieron en una comitiva hacia el este. Otro constructor de piedras en la misma provincia cita lacónicamente en la Piedra de Dalum: Tóki y sus hermanos erigieron esta piedra en memoria de sus hermanos. Uno murió en el oeste y otro en el este.
El país que más se menciona en la mayoría de las piedras es el imperio bizantino, que en ese tiempo comprendía la mayoría de Asia menor y la península balcánica, además de la mitad sur de Italia. Si un hombre moría en el imperio bizantino, sin importar cómo o en qué provincia, el suceso era mencionado brevemente como "murió en Grecia". Alguna vez como excepción si fue en el sur de Italia se mencionaba como la tierra de los lombardos, tal como Inga dice de Óleifr, que probablemente fue un miembro de la guardia varega, en la piedra de Djulafors en Sudermania: Inga erige esta piedra en memoria de Óleifr, su ..., estrelló su popa en el este y halló su final en la tierra de los lombardos.
Otros escandinavos murieron en Garðaríki (Estado entre Rusia y Ucrania) tal como informa Sigviðr en la piedra de Esta de la muerte de su hijo Ingifastr en Holmgarðr: Cayó en Holmgarðr, el líder del barco con sus marineros. Hubo otros que no murieron tan lejos de casa. Parece ser que había estrechos contactos con Estonia como indican nombres como Æistfari ("viajero a Estonia"), Æistulfr ("lobos de Estonia") y Æistr ("estonios"). Una de las piedras informa de muertes en Estonia, la piedra de Ängby, que dice que Björn murió en Virland.
Las inscripciones de las piedras informan de muchas formas de morir. La piedra de Åda dice que Bergviðr se ahogó durante el viaje a Livonia, y la piedra de Sjonhem afirma que a Hróðfúss de Gotlandia lo asesinaron traicioneramente la gente de la península balcánica (Blakumen). Las más famosas de las Piedras rúnicas varegas que cuentan viajes al este son las piedras rúnicas de Ingvar, que hablan de la expedición de Ingvar el navegante a Serkland, como llamaban a las tierras musulmanas. Terminó en tragedia sin supervivientes, como dicen más de 25 piedras que fueron erigidas en su memoria.

### Expediciones al oeste

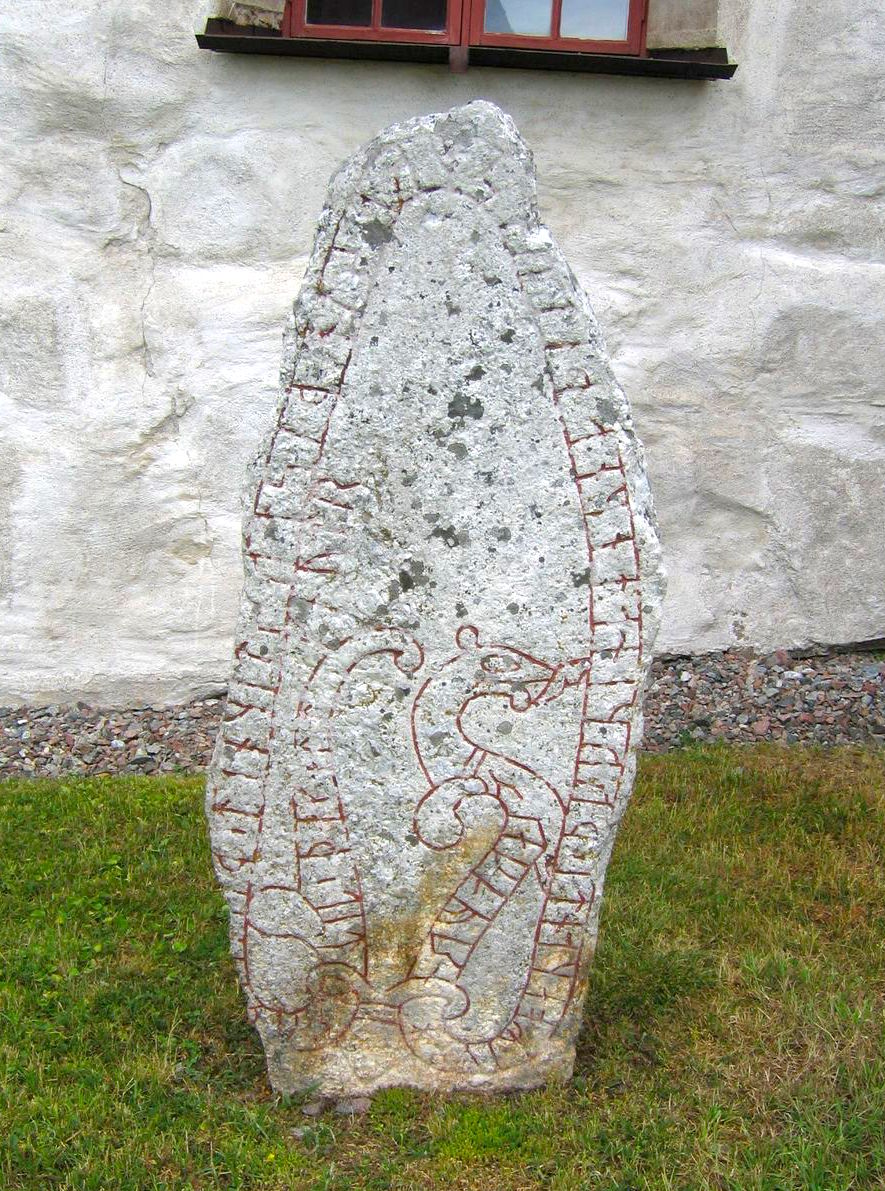
La Estela de Yttergärde.

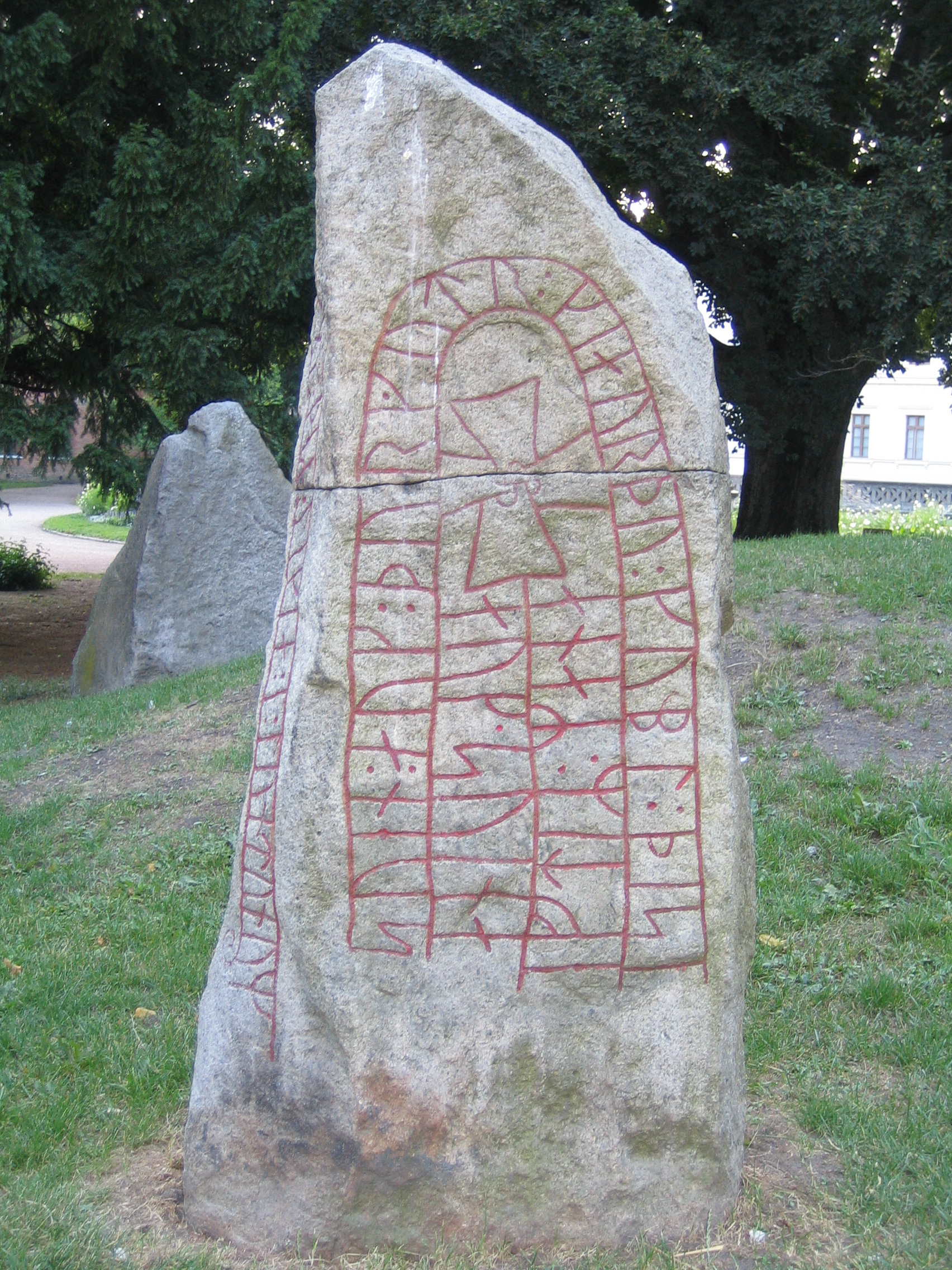
La Estela de Valleberga informa de la muerte de dos vikingos en Londres.

Otras inscripciones hablan de los viajes vikingos al oeste. Los anglo-sajones rendían vasallaje pagando grandes sumas, danegeld, a los vikingos. En su mayoría eran daneses que llegaron a las costas inglesas durante los 990s y las décadas del siglo XI. El contenido de un posible pago fue hallado sumergido en un riachuelo en Södra Betby en Sudermania. En el emplazamiento también hay una piedra rúnica que dice: (...) erige la piedra en memoria de Jôrundr, su hijo, que estuvo en el oeste con Ulfr, el hijo de Hákon. No es improbable que los viajes al oeste estén relacionados con los tesoros en plata ingleses. Otras piedras son más explícitas respecto a los danegelds. Ulf de Borresta, que vivía en Vallentuna, viajó al oeste muchas veces, como informó en la Estela de Yttergärde:
Y Ulfr ha recibido tres pagos de Inglaterra. El primero de ellos fue el pago a Tosti. Después el pago a Þorketill. Después el pago a Knútr.
Tosti puede ser un jefe de clan sueco, solo es mencionado por Snorri Sturluson en Heimskringla, donde se dice que ha sido un gran guerrero que estuvo fuera durante tiempo en expediciones de guerra. Þorketill era Thorkell el Alto, uno de los más famosos jefes vikingos, que frecuentemente estuvo en Inglaterra. Y Knútr (Canuto) se convirtió en rey de Inglaterra en 1016.
Canuto mandó que regresaran a casa a la mayoría de los vikingos que le ayudaron a conquistar Inglaterra, pero se quedó con su guardia personal, la Þingalið, Se consideraba un gran honor ser parte de esta fuerza, y en la piedra de Häggeby en Uplandia se menciona que Geiri "se sentó en el séquito de la Asamblea en el oeste", En la piedra de Landeryd se afirma de Þjalfi "que estuvo con Knútr". Algunos vikingos suecos solían viajar con líderes daneses, como Thorkell y Canuto el Grande, pero alguno no llegó a su destino. Sveinn, que venía de Husby-Sjuhundra en Uplandia, murió a medio camino de Inglaterra, como se explica en la piedra U 539 erigida en su memoria: "Murió en Jutlandia. Trataba de ir a Inglaterra". Otros vikingos, tales como Guðvér, no solo atacaron Inglaterra, también Sajonia, como informa la piedra de Grinda en Sudermania: 
Grjótgarðr (y) Einriði, los hijos, hicieron (la piedra) en memoria de (su) hábil padre. Guðvér estuvo en el oeste; compartió pagos en Inglaterra; valientemente atacó municipios en Sajonia.
Hay un total de unas 30 piedras que hablan de gente que fue a Inglaterra, algunas son muy escuetas y solo dicen que el vikingo está enterrado en Londres, o en Bath.

### Conversión al cristianismo
Las inscripciones dan pruebas de cuándo y cómo cambió la sociedad a medida que se cristianizaba. Los suecos que se fueron a Dinamarca, Inglaterra, Sajonia y el Imperio Bizantino desempeñaron un papel importante en la introducción del cristianismo en Suecia. Hay dos piedras que hablan de hombres que fueron bautizados en Dinamarca, tal como la piedra de Amnö que dice: "Murió con la túnica bautismal en Dinamarca." Un mensaje similar se ve en otra piedra en Vallentuna que habla de cómo dos hijos esperaron hasta su lecho de muerte para convertirse: "Murieron con (sus) ropas de cristianar." Las ropas bautismales, hvitavaðir, se las daban a los paganos escandinavos cuando se bautizaban, y en Uplandia hay al menos siete piedras que hablan de conversos que han muerto con tales ropas.

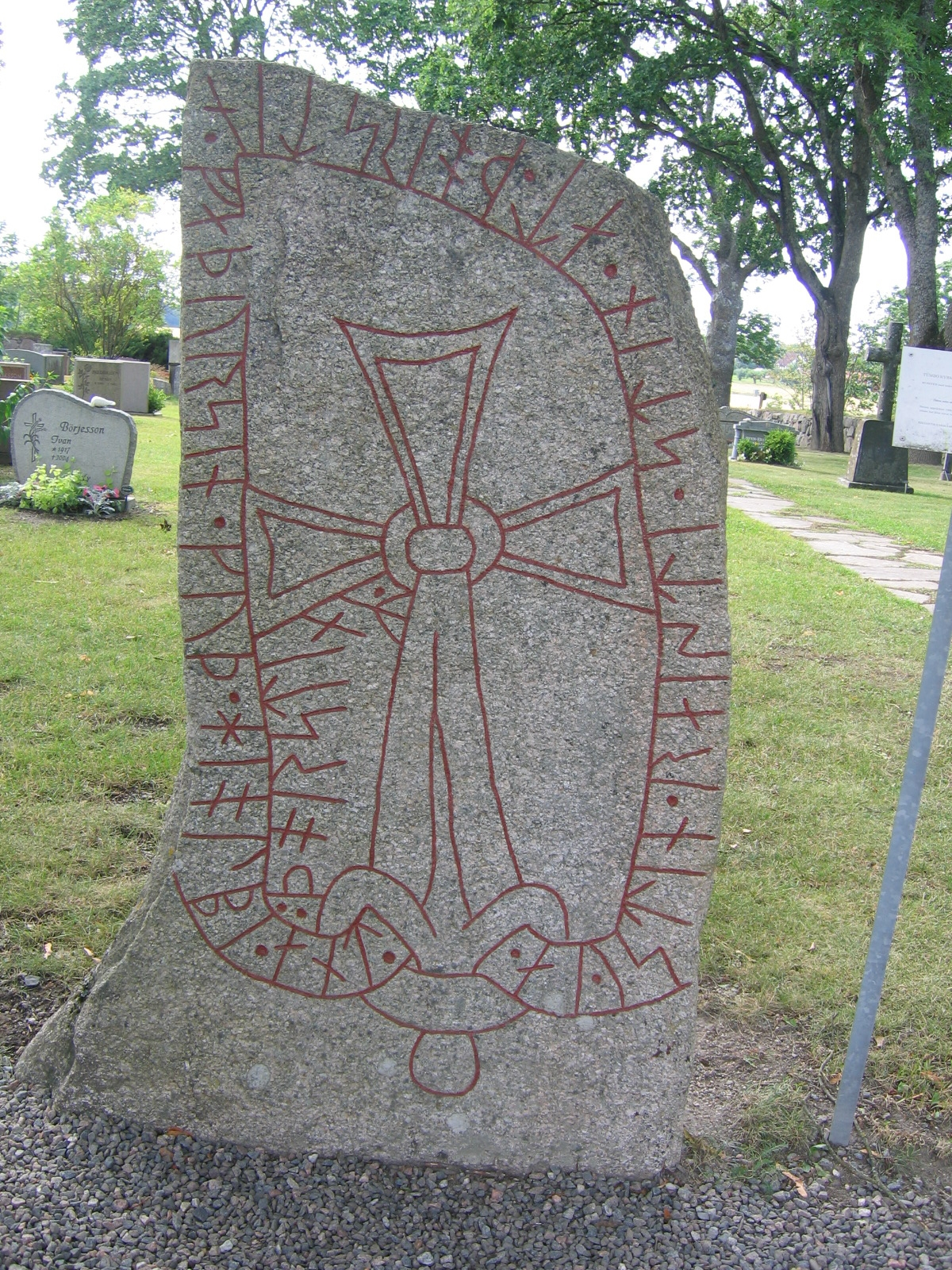
En la piedra Sö 363 se observa una gran cruz rodeada por la banda de la inscripción rúnica.

El lenguaje usado por los misioneros aparece en muchas estelas que sugieren que los misioneros usaban un discurso bastante uniforme cuando predicaban. La expresión "la luz y el paraíso" está presente en tres piedras, de las cuales dos están en Uplandia y la tercera en la isla danesa de Bornholm. En la piedra U 160 de Risbyle se dice: "Que Dios y la madre de Dios ayuden a su espíritu y alma; y le otorguen la luz y el paraíso." Y en la piedra de Bornholm también se apela al  arcángel san Miguel: "Que Cristo y san Miguel acojan al alma de Auðbjôrn y Gunnhildr en la luz y el paraíso."
La terminología cristiana se superpone a la anterior pagana. Así paraíso sustituye a Valhalla, las invocaciones a Thor y a hechizos mágicos se reemplazan con san Miguel, Cristo, Dios y la madre de Dios. El arcángel Miguel, que es el jefe de los ejércitos celestiales, asume el papel de Odín como Psicopompo, guiando a los muertos cristianos a "la luz y el paraíso". Hay invocaciones al arcángel san Miguel en una piedra en Uplandia, Gotlandia, Lolland, y tres en Bornholm.
También hay inscripciones que testifican de otro cambio: que la gente ya no se enterraba en las necrópolis familiares, como se dice en la piedra de Bogesund: "Murió en Eikerey (...). Fue enterrado en el cementerio de la iglesia."

### Piedras rúnicas distintas
Una interesante clase de inscripciones eran las piedras rúnicas de autopromoción. Alardear era una virtud en la sociedad escandinava, un hábito en el que se deleitaban los héroes de las sagas, y que se explicitaba en las piedras rúnicas de la época. Cientos de personas tenían piedras grabadas con el propósito de publicitar sus propios logros o rasgos positivos. Bastan unos pocos ejemplos:
- U 1011: "Vigmund ha erigido esta piedra en memoria de sí mismo, el más listo de los hombres. Que Dios ayude el alma de Vigmund, el capitán de barco. Vigmund y Åfrid grabaron este monumento estando él vivo."
- Piedra de Frösö: "El hijo de Östman Gudfast hizo el puente y cristianizó Jemtia."
- Dr 212: "Eskill Skulkason encargó erigir esta piedra en memoria de sí mismo. Siempre se levantará en memoria de lo que Eskill hizo.”
- U 164: "Jarlabanki mandó levantar esta piedra durante su vida. Y lo hizo por el bien de su alma. Se hizo dueño de Täby entera por sí mismo. Que Dios ayude a su alma."

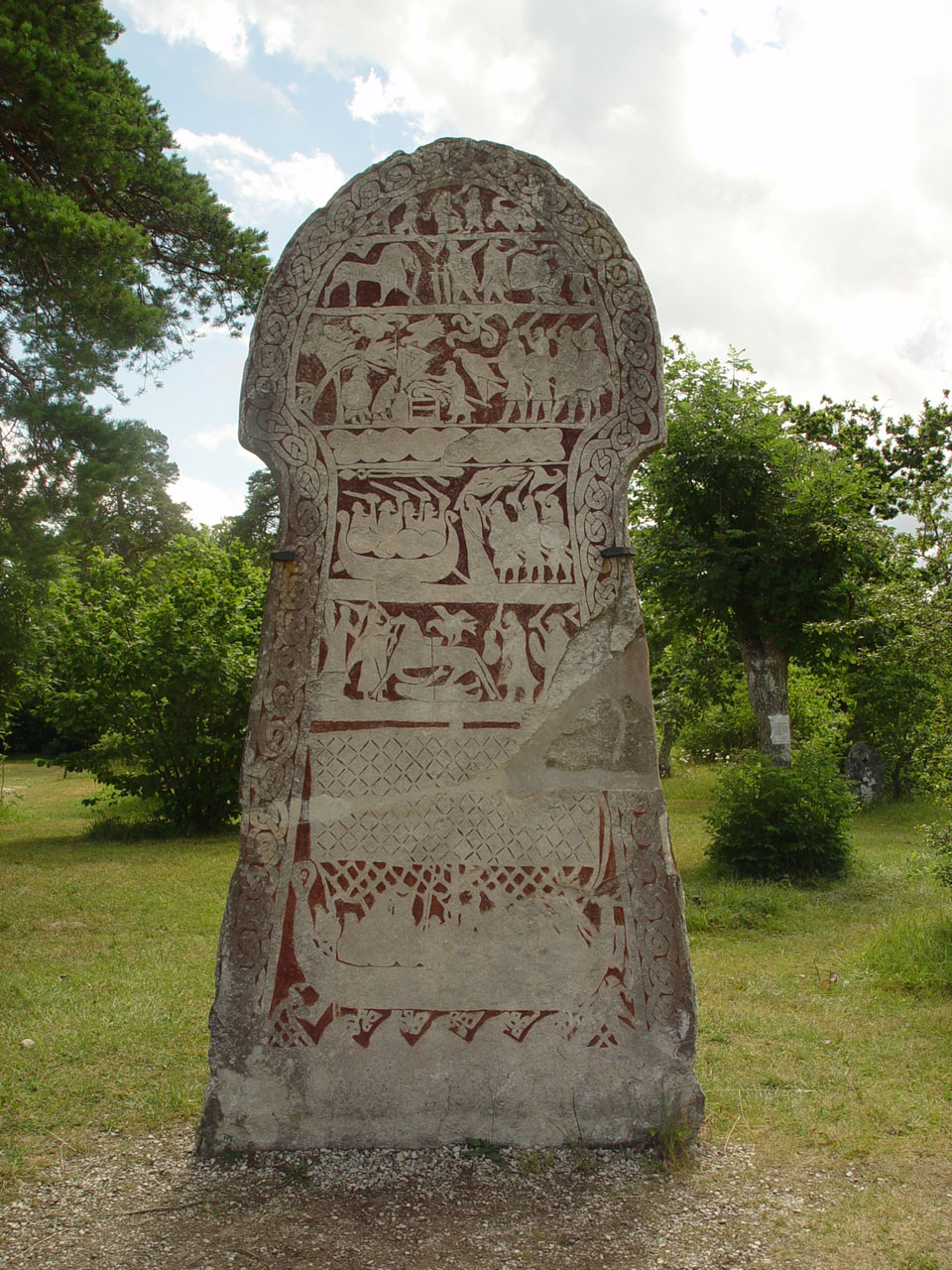
En la misma época se erigían asimismo estelas con imágenes sin inscripción, como las piedras de Stora Hammars, -IX.

Otras piedras, como evidenciaban dos de las anteriores, conmemoraban los actos píos de los relativamente nuevos cristianos escandinavos. En estas se puede ver el tipo de buenas obras que hacía la gente que podía permitirse estas piedras.
Aunque la mayoría de las piedras se levantaban para perpetuar la memoria de hombres, igualmente las hay que hablan de mujeres, a menudo representadas como concienzudas terratenientes y piadosas cristianas:
- Sö 101: "Sigrid, la madre de Alrik, hija de Orm hizo este puente para su marido, Holmgers, padre de Sigoerd, para su alma."

Como importantes miembros de grandes familias:
- Br Olsen;215: "Mael-Lomchon y la hija de Dubh-Gael, a quien Adils tomó como esposa, erigieron esta cruz en memoria de Mael-Muire, su madre adoptiva. Es mejor dejar a un buen hijo adoptivo que a un mal hijo propio."

Y como seres amados y extrañados:
- N 68: "Gunnor, la hija de Thythrik, hizo un puente en memoria de su hija Astrid. Era la chica más habilidosa de Hadeland."

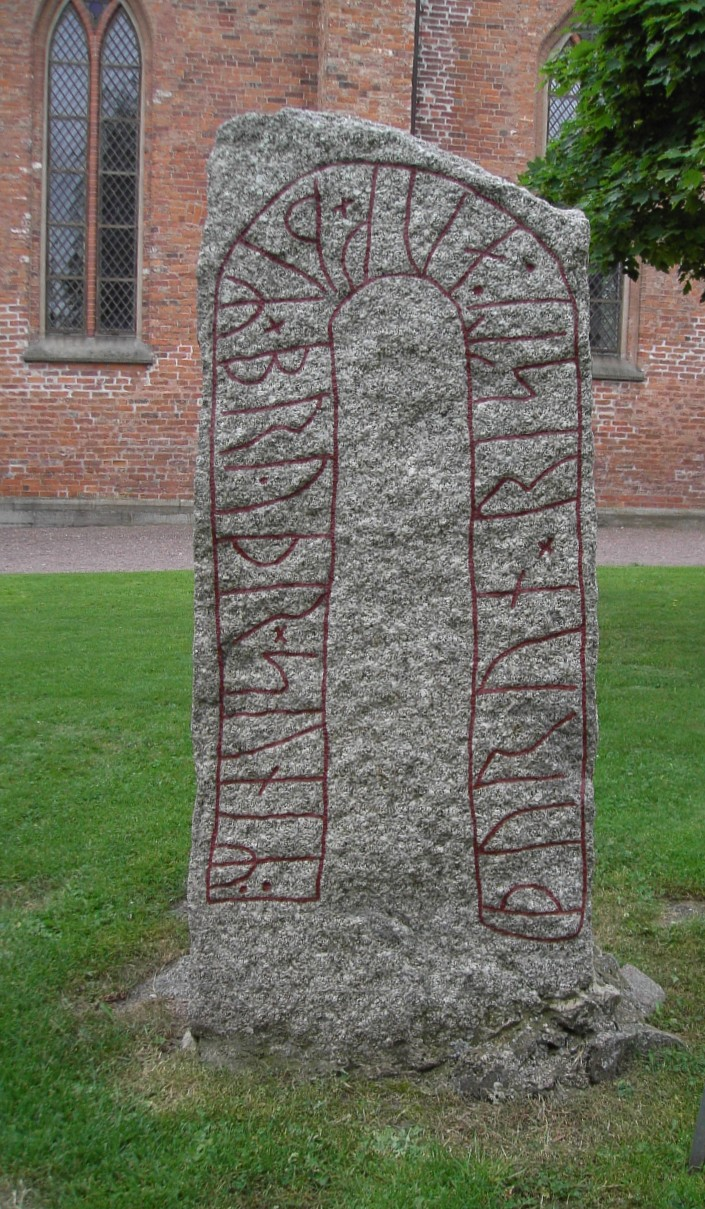
Piedra rúnica de Skänninge Ög 165 del (Suecia).

Hay algunas piedras que no tienen inscripción rúnica, sino solamente representación de imágenes.

### Como fuente histórica
La inscripciones rúnicas son los únicos textos escandinavos escritos del periodo anterior a 1050, aunque hay unas pocas inscripciones en monedas, en algunas piezas de madera y puntas de lanza grabadas, la mayor parte están en las piedras. Si bien las piedras suelen estar en su forma original y en sus emplazamientos originales, su importancia como fuente histórica es limitada. Las inscripciones pocas veces proporcionan pruebas sólidas de acontecimientos históricos y gente identificable, pero en cambio ofrecen valiosa información sobre la sociedad y cultura nórdicas. Son claves para comprender el desarrollo de la lengua y la poesía, las relaciones familiares y las costumbres al dar nombres; explican los topónimos, las comunicaciones y los asentamientos; describen el paganismo nórdico, las expediciones vikingas de intercambio y la expansión del cristianismo. Aunque las piedras aportan a los historiadores la mayor fuente de información para el estudio de la sociedad escandinava antigua, no se puede aprender mucho de una piedra individualmente. La información proviene de estudiar el conjunto y de analizar los motivos y circunstancias que llevaron a erigir las piedras en cada región.  
Aproximadamente el diez por ciento de las piedras conocidas hablan de viajes y muertes en el extranjero. Estas inscripciones rúnicas coinciden con varias fuentes latinas, tales como los Annales Bertiniani y los escritos de Liutprando de Cremona, que contienen valiosa información sobre los varegos que visitaron Bizancio, pudiéndose contrastar así las incursiones vikingas.

## Imágenes

Dibujo del Grabado Ramsund que representa la leyenda de Sigurd.

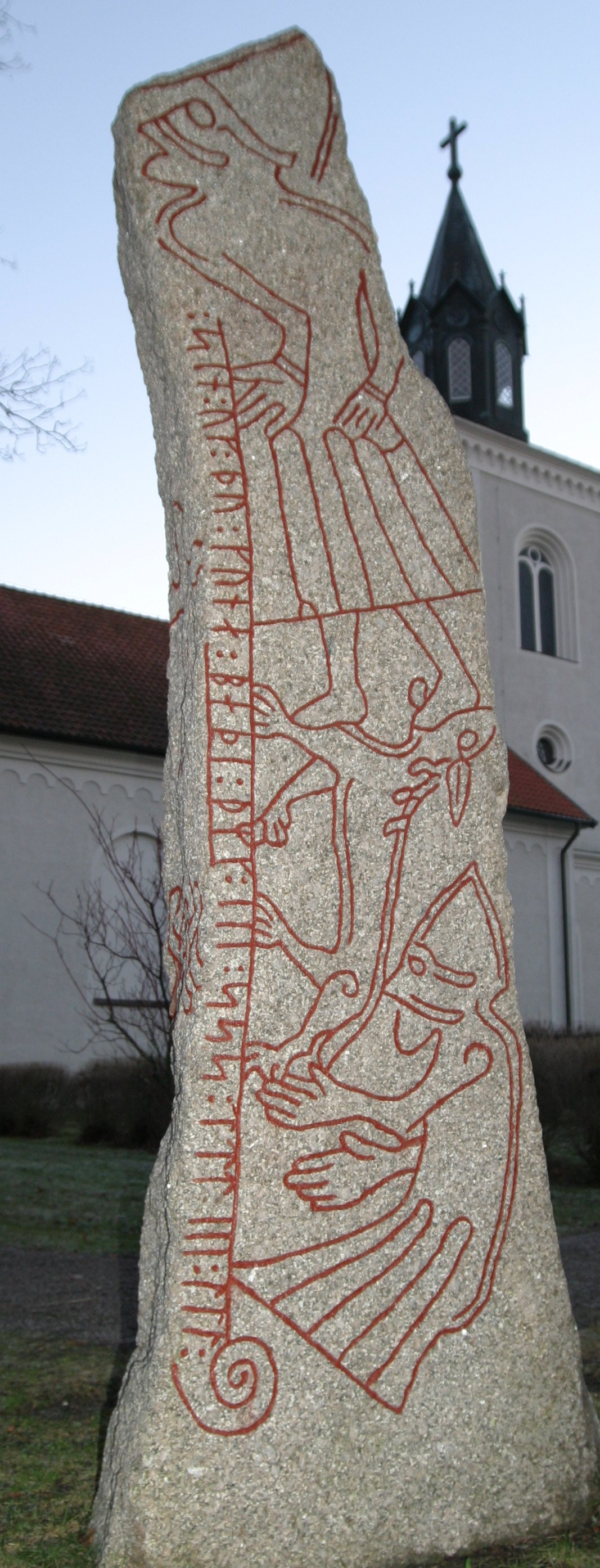
Odín atacado por Fenrir en la piedra de Ledberg.

Las inscripciones generalmente están grabadas a lo largo de una banda que frecuentemente tiene forma de serpiente o dragón. Además de esto son comunes otras decoraciones animales de todo tipo, ya sean reales, mitológicos o bestias zoológicamente inidentificables de cuerpos esbeltos y retorcidos. Ejemplos de animales representados de la mitología nórdica o las sagas son el dragón de Sigurd, también su caballo Grani, la serpiente de Midgard y los lobos Fenrir y Sköll.
Como se ha mencionado anteriormente, la mayoría de las piedras datan de la época posterior a la cristianización y son muy frecuentes las representaciones de la cruz y hay alguna de Jesús. Aunque aparecen también -pero con menos frecuencia- figuras humanas que generalmente representan a dioses nórdicos, entre los más populares están Odín, Thor o Baldr, en pasajes de sus leyendas; o bien a héroes de las sagas como Sigurd o Gunter representados en sus aventuras. Asimismo existe algún ejemplo en el que aparece el martillo de Thor representado por paganos.

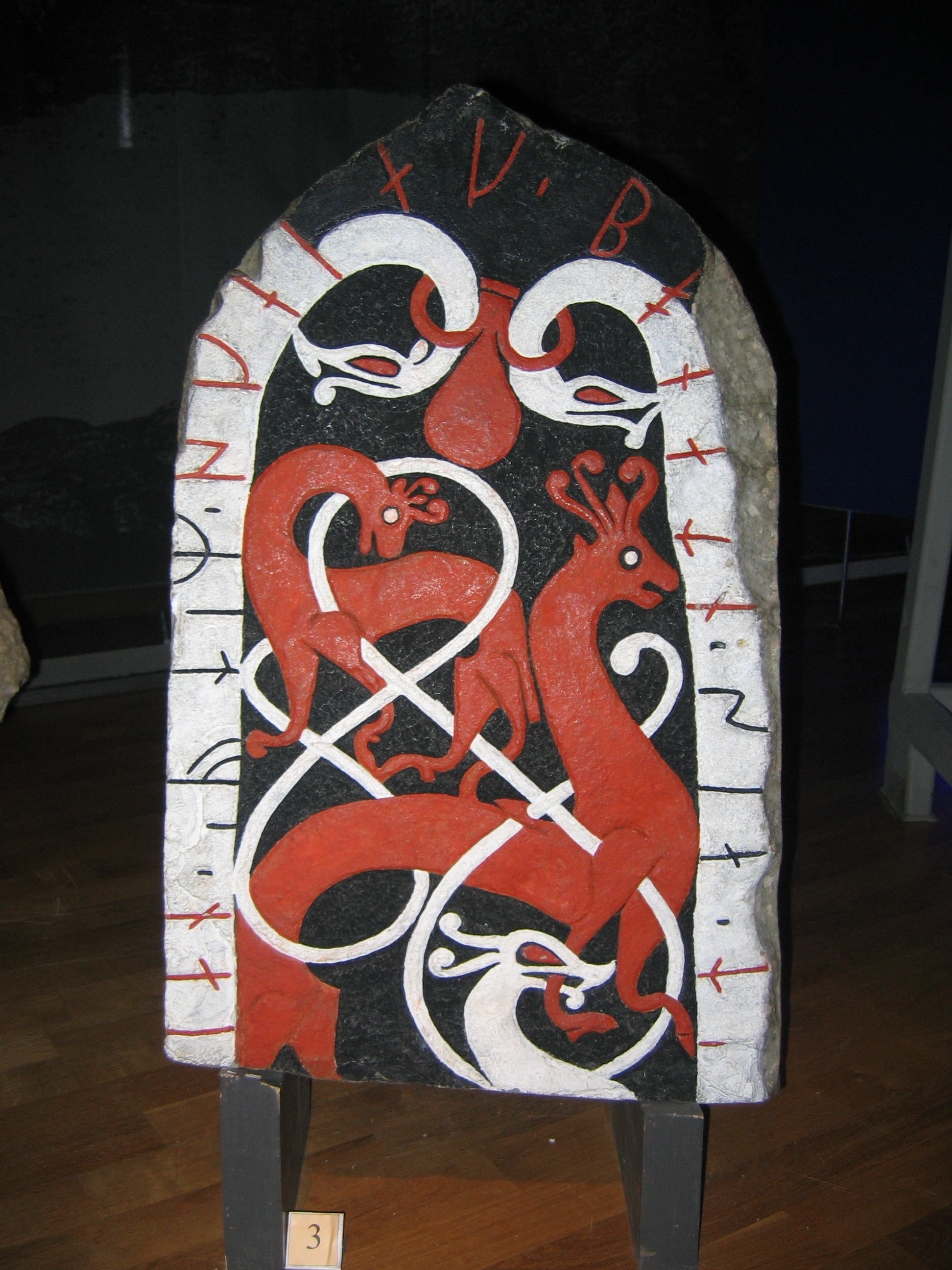
Una piedra repintada de la iglesia de Resmo en Olandia. Actualmente en el Museo histórico de Estocolmo.

### Policromado
En la actualidad muchas de las piedras tienen los surcos del grabado pintados de Rojo de Falun, ya que el rojo hace más fácil discernir la ornamentación y es apropiado porque también la pintura roja era usada en las runas en la época vikinga. De hecho, una de las palabras del nórdico antiguo para "escribir con runas" era fa, que originalmente significaba pintar en protonórdico (faihian).

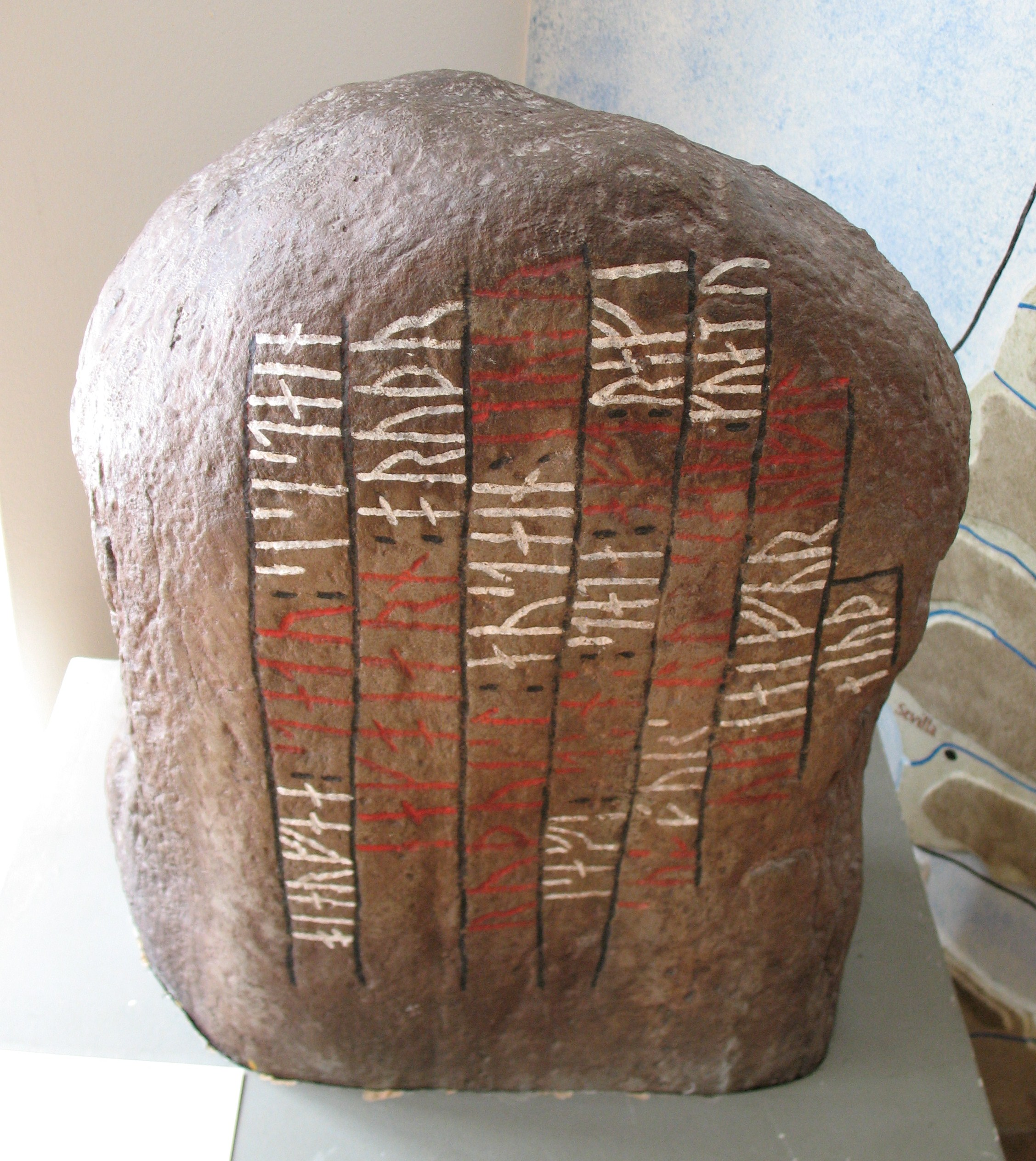
Reproducción de la piedra G 280 con la inscripción rúnica pintada con sus colores originales.

Hay varias piedras que especifican en su texto que originalmente estaban pintadas. Una piedra de Sudermania dice: "Aquí se levantaron estas piedras, pintadas en rojo con runas". Una segunda piedra de la misma provincia afirma: "Ásbjörn la grabó y Ulfr la pintó." Y una tercera asegura: "Ásbjôrn cortó la piedra, pintada como un indicador, llena de runas." Algunas veces el color original se ha conservado sorprendentemente bien, especialmente en las piedras usadas como material de construcción en iglesias, no demasiado tiempo después de haber sido fabricadas. Una piedra en la iglesia de Köping en Olandia fue descubierta completamente pintada, y en ella los colores negro y rojo se alternaban en las palabras.
En la antigüedad los pigmentos disponibles más corrientes eran el ocre rojo, el rojo de plomo, el hollín o negro de humo y la cal para el blanco. Estos y otros pigmentos naturales se mezclaban con grasa o agua para elaborar las pinturas. Parece ser que los vikingos importaban de fuera de Escandinavia cerusa o blanco de plomo, malaquita para el verde, azurita para el azul. Con el microscopio electrónico y el análisis químico de trazas se han determinado los tipos de pinturas usadas sobre las piedras. Los colores predominantes fueron el rojo y blanco de plomo. En un caso se ha encontrado rojo bermellón, que como material importado de lejos sería un color de lujo.   
Hay incluso menciones de que algunas runas se pintaron con sangre, como en la Saga de Egil Skallagrímson, donde el protagonista graba un alu, hechizo escrito con runas, sobre un cuerno para beber y lo pinta con su propia sangre para ver si la bebida está envenenada.

## Preservación y cuidados

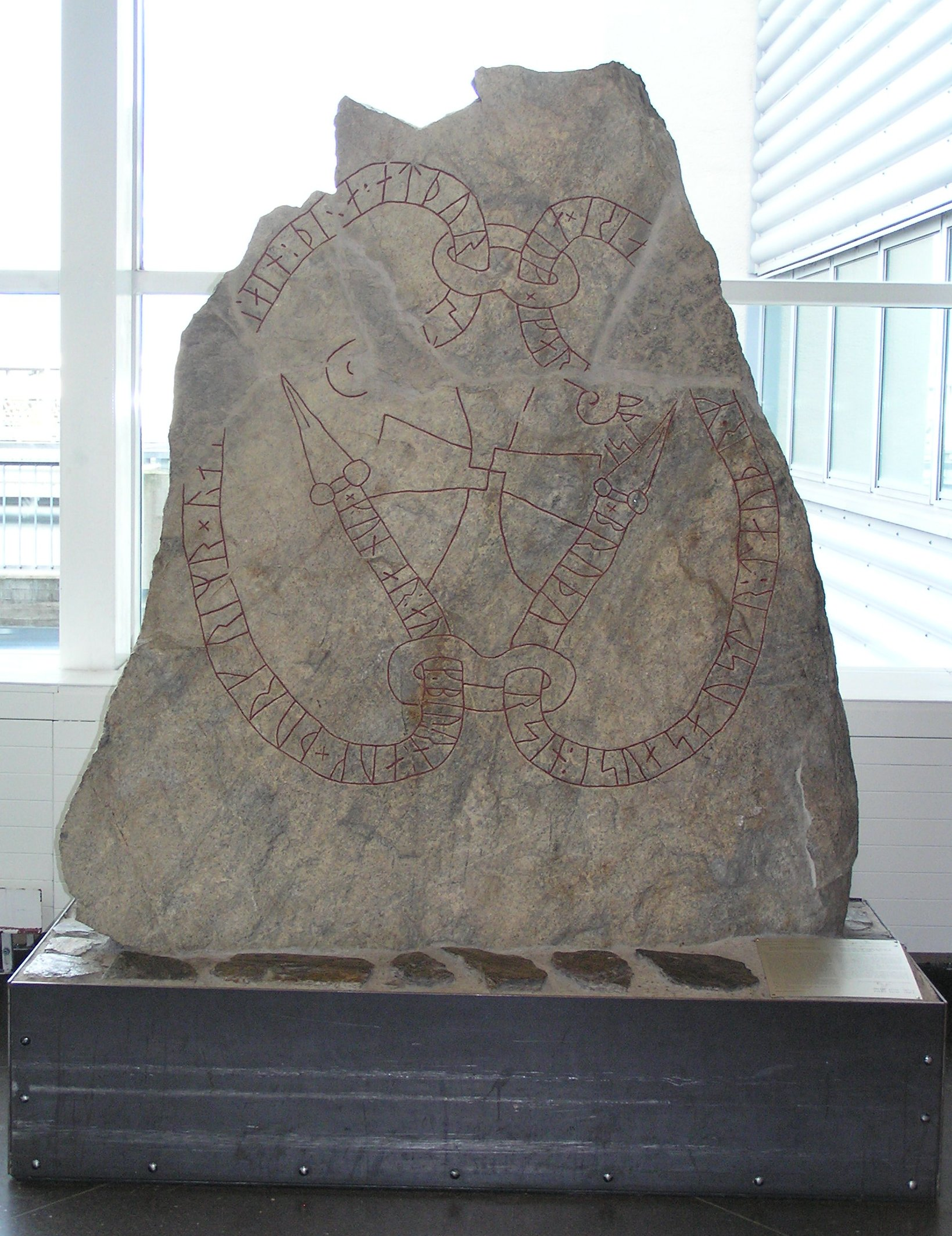
Estela U Fv1992;157 en el aeropuerto de Arlanda, Estocolmo.

Las piedras rúnicas expuestas necesitan muchos tratamientos para preservar la superficie de la roca grabada.
En Suecia los líquenes crecen aproximadamente 2 milímetros por año. En condiciones ideales pueden crecer más deprisa. Muchas piedras se sitúan a lo largo de carreteras y el polvo del camino hace que crezcan incluso más los líquenes, haciéndolos un problema mayor. Los pequeños rizoides de los líquenes atraviesan la roca y desprenden pequeños fragmentos, haciendo la roca porosa y degradando las inscripciones. Las algas y el musgo también causan daños en la roca. Un método para combatir a estos organismos es cubrir toda la superficie con arcilla húmeda y dejarla durante varias semanas, lo que los mata.
El agua puede causar igualmente daños, ya que tras introducirse en las hendiduras y congelarse, el hielo hace cuña rajando la piedra. Además incrementa la acción destructiva de las plantas y líquenes.

## Algunas piedras rúnicas célebres
- Piedra de Rök
- Piedras de Jelling
- Piedra rúnica de Kensington
- Grabado Ramsund
- Piedras de Stora Hammars
- Piedra de Sørup